# جون ماي
جون ماي (بالإنجليزية: John May)‏ (15 أبريل 1878 في المملكة المتحدة - 25 يوليو 1933) هو لاعب كرة قدم بريطاني (وحمل سابقاً جنسية المملكة المتحدة لبريطانيا العظمى وأيرلندا) في مركز جناح ‏. شارك مع منتخب اسكتلندا لكرة القدم. أما مع النوادي، فقد لعب مع ديربي كاونتي ونادي رينجرز وAbercorn F.C. ‏ ورابطة كرة القدم الاسكتلندية الحادية عشر ‏ ونادي غرينوك مورتون.

## وصلات خارجية
- جون ماي على موقع الاتحاد الإسكتلندي (الإنجليزية)
- جون ماي على موقع قاعدة بيانات كرة القدم.إي يو (الإنجليزية)